# 한영복
한영복(韓永福)은 한국과 미국의 경영자다. 한국의 LG 그룹소속 LG카드의 전신인 ㈜코리안 익스프레스의 창업자이자, 미국의 주식회사 '웨스트베리·컨트리클럽'과 웨스트베리그룹 전계열사의 회장이다.
1978년, 한국에서는 처음인 전문신용카드회사인 ㈜ 코리안 익스프레스를 설립하였다. 또한, ㈜ 코리안 익스프레스는 한국의 크레디트카드 회사로서 처음으로 해외에서도 사용 가능한 종합 신용카드 회사로서 자리잡았다.
당시 한영복 대표가 스스로 실천한 영업실적에 의해 창업 8개월에 800점 이상의 가맹점과 1만 5천명 이상의 회원가입에 성공하는등,당시의 한국기업으로서는 급성장의 대명사가 되었다. (주) 코리안 익스프레스의 월 평균 2억원 매상을 이루기까지 걸린 시간은 6개월. 또, 세계적으로 유명한 신용카드 회사인, 미국의 VISA사, 일본의 JCB사와의 업무 제휴 시도하며 창업으로부터 2년 만에 가맹점을 2천점 이상으로 확대하고 회원도 3만명 이상으로 늘리는 성과를 거뒀다..